# Guerra entre Artigas y Ramírez
La guerra entre Artigas y Ramírez fue una guerra civil de la Liga Federal dentro de las guerras civiles argentinas ocurrida en 1820 en las Provincias Unidas del Río de la Plata entre el gobernador de la Provincia Oriental y jefe de la Liga Federal, general José Gervasio Artigas, y su hasta entonces subordinado gobernador de la Provincia de Entre Ríos, Francisco Ramírez. Terminó con el triunfo de este último, quien logró una efímera hegemonía en la Mesopotamia argentina y significó la derrota definitiva de Artigas, quien debió exiliarse en el Paraguay, desde donde ya no regresó a la vida política.

## Antecedentes
La guerra entre el Directorio unitario de Buenos Aires y los gobernadores federales de Entre Ríos (Francisco Ramírez) y Santa Fe (Estanislao López) se decidió en la Batalla de Cepeda, el 1° de febrero de 1820, en la provincia de Santa Fe. Ambos gobernadores federales eran lugartenientes del general Artigas y fueron apoyados por el chileno José Miguel Carrera. Unieron sus fuerzas para derrocar al gobierno de José Rondeau, Director Supremo de las Provincias Unidas del Río de la Plata.
López y Ramírez enviaron una nota al pueblo de Buenos Aires, dándole un tiempo de 8 días para deliberar sobre su suerte y comunicarles su decisión a los jefes vencedores. Cumplido el plazo, avanzaron hacia la capital, anunciando que no iban en tren de conquista, sino a salvaguardar sus instituciones, dejando a los porteños en plena libertad para que eligieran el gobierno que les conviniese. Solo esperaban el anuncio de que los porteños se gobernaban libremente para abandonar el territorio de la provincia de Buenos Aires.
Como consecuencia de la derrota, Rondeau debió renunciar por la intimación que el general Miguel Estanislao Soler, jefe del Ejército de Reserva, realizó al Cabildo de Buenos Aires para que disolviera el Congreso Nacional y derrocara al Director. El 11 de febrero, Rondeau renunció y el Congreso de Tucumán se consideró disuelto al huir los diputados a sus provincias de origen. La presión de López y Ramírez logró imponer como el primer gobernador autónomo de Buenos Aires a un aliado, Manuel de Sarratea. Éste firmó con López y Ramírez el Tratado del Pilar, del 23 de febrero de 1820, por el cual se transaba la paz y se convocaba a las provincias a un nuevo congreso, a sesionar en San Lorenzo. Por una cláusula secreta, se acordaba la entrega de armamento a los ejércitos invasores.
Pero entre la batalla y el tratado había ocurrido una novedad, que cambiaría todo: había llegado al campamento federal la noticia de la derrota de Artigas en la batalla de Tacuarembó, ocurrida el 22 de enero, a raíz de la cual éste había evacuado la Banda Oriental hacia Corrientes. Por eso, en el tratado se dejaba a criterio posterior de los firmantes la colaboración en la guerra contra Portugal y se invitaba a Artigas, mencionado apenas como gobernador de la Provincia Oriental, a adherir al Tratado. Fructuoso Rivera, que se encontraba en Tres Árboles y sin posibilidades de dar batalla, abandonó a Artigas y se plegó a los portugueses, instando en cartas del 5 y 13 de junio a Ramírez a que ultimase a Artigas.
Con sus escasas fuerzas, a las que unió partidas de indígenas guaraníes y milicianos correntinos, José Artigas ocupaba el sur de la provincia de Corrientes. Allí se seguía considerando el Protector de los Pueblos Libres, es decir, el superior de Ramírez. Éste, en cambio, consideraba a Artigas solo como un aliado. En parte, esto era así porque se había encumbrado por sus propios medios. Y, en parte, porque Artigas no estaba en condiciones de proteger a nadie, ni siquiera su propia provincia, ahora bajo control portugués.

## Desavenencias entre Ramírez y Artigas
El 27 de febrero de 1820, Ramírez envió a Artigas una carta en términos afectuosos, en la cual incluía el texto del Pacto del Pilar y le decía que la alegría de este pueblo y su reconocimiento hacia el autor de tantos bienes es inexplicable. Pero casi al mismo tiempo, Ramírez escribía a su medio hermano Ricardo López Jordán:

Usted conoce las aspiraciones del general Artigas y el partido que tiene en nuestra provincia. Su presencia, aun después de los continuos desgraciados sucesos de la Banda Oriental podrían influir contra la tranquilidad. Procure usted por cuantos medios aconseje la prudencia conservar en el ejército los auxiliares de Corrientes, atrayéndolos, pagándoles y haciéndoseles ver que se les lleva al sacrificio por una guerra civil cuando, quedando en nuestras banderas, todo será paz y trabajar por la verdadera causa.

Al mismo tiempo Ramírez ordenó detener el envío de 240 fusiles que Artigas enviaba a Corrientes. Bien sabía el caudillo entrerriano que el Protector no iba a aceptar buenamente el acuerdo que acababa de signar y que dejaba a los orientales prácticamente desvalidos en manos de los invasores. Artigas estuvo a la altura de sus antecedentes, respondiendo con una carta violentísima, en la que acusaba directamente a su hasta entonces aliado y subordinado de traición:

El objeto y fines de la convención del Pilar celebrada por V.S. sin mi autorización y conocimiento no han sido otros que confabularse con los enemigos de los pueblos libres para destruir su obra y atacar al jefe supremo que ellos se han dado para que los protegiese, y esto sin hacer merito de muchos otros pormenores maliciosos que contienen las cláusulas de esa inicua convención, y que prueban la apostasía y la traición de V.S. [...] He de prevenirle que si no retrocede en el camino criminal que ha tomado, me veré obligado a usar la fuerza, pues yo también tengo que arrepentirme de haberlo elegido a V.S. y de haberlo propuesto al amor de los pueblos libres para que hoy tenga los medios de traicionarme.

Ramírez, que estaba preparado para la contingencia, respondió en términos no menos duros:

¿Que especie de poderes tiene V.S. de los pueblos federales para darles la ley a su antojo, para introducir fuerza armada cuando no se le pide y para intervenir como arbitro soberano de ellos, o fue solo uno de los jefes de la Liga? ¿Por que ha de tenernos en una tutela vergonzosa? [...] ¿Por que extraña a V.S. que no se declarase la guerra a Portugal?. O V.S. no conoce el estado actual de los pueblos, o traiciona sus propios sentimientos. ¿Cual es la fuerza efectiva y disponivle en Buenos Aires y las demás provincias para emprender nuevas empresas después de la aniquilación a que las condujo una fracción horrorosa y atrevida? ¿Que interés hay en hacer esa guerra ahora y en hacerla abiertamente? ¿O cree V.S. que por restituirle una provincia que ha perdido han de exponerse todas las demás con inoportunidad? Aguarde V.S. la reunión del congreso, que ya se hubiera celebrado de no hallar entorpecimiento de su parte, y no quiera que sea una declaración formal con una nación limítrofe [...] la obra de dos o tres pueblos.

## Acciones militares en Entre Ríos
Artigas se instaló en abril en el campamento de Ávalos (cerca de Curuzú Cuatiá) en donde recibió la noticia del Tratado del Pilar e intentó respaldarse firmando el Pacto de Avalos con los gobiernos de Corrientes y Misiones (24 de abril de 1820), que tuvo una existencia mucho más formal que real, y debió emprender su última campaña con fuerzas menguadas. Por Corrientes asistieron el gobernador Juan Bautista Méndez y el alcalde de 2° voto del Cabildo de Corrientes, Domingo Rodríguez Méndez; por Misiones, el comandante general Francisco Javier Sití y en representación del Cabildo de Asunción del Cambay, Miguel Ariyú; y por la Banda Oriental, el Comandante Gorgonio Aguiar y el propio jefe de los orientales, José Artigas.
Artigas se hizo designar jefe de las fuerzas que deben sostener una guerra ofensiva y defensiva por la libertad e independencia de estas provincias y protector de los Pueblos de la Liga Federal, con poder para hacer la guerra y proclamar la paz. Armó un ejército de 3.000 jinetes, principalmente de Corrientes, única provincia que aún le era leal. Le declaró la guerra a Ramírez el 8 de mayo y avanzó sobre Entre Ríos. Ante los preparativos militares de Artigas, Ramírez regresó a Entre Ríos desde Buenos Aires, de la que partió el 23 de mayo publicando un manifiesto diciendo que salía de Buenos Aires:

(...) para escarmentar a un enemigo orgulloso que intentaba ocupar el territorio de Entre Ríos insolentado por los mismos fratricidas que quisieron ver sofocados en el Continente todo género de libertad.

Lo conminaba finalmente a abandonar Entre Ríos, que no lo quiere y no lo recibirá sino como un americano que busca su refugio sujetándose a las leyes y al gobierno que ella tiene, negándole derecho para inmiscuirse en el gobierno de territorios que tenían sus autoridades naturales.
La intención de Artigas era ocupar Concepción del Uruguay, punto estratégico frente a la Banda Oriental. Ramírez, resuelto a evitar el avance de Artigas hacia Concepción del Uruguay, salió de Paraná con una división de caballería pasando el río Gualeguay por la zona de Villaguay. Destacó fuerzas de observación sobre el Arroyo Grande al mando de Gervasio Correa, mientras que Artigas ordenó al comandante misionero Francisco Javier Sití que avanzara sobre Entre Ríos con 1.500 hombres. Las dos vanguardias chocaron en el combate de Arroyo Grande con resultados favorables a los artiguistas, por lo que Ramírez repasó el río Gualeguay y se situó en la zona de Las Guachas. El triunfo de su vanguardia permitió que Artigas tomara Concepción del Uruguay, que fue saqueada por sus soldados.
El 13 de junio Artigas y Ramírez chocaron en la Batalla de Las Guachas, cerca del río Gualeguay (Departamento Tala), batalla que Ramírez juzgó de resultado indeciso y Artigas como un triunfo propio, ya que Ramírez se retiró a Paraná. Pero éste logró rehacerse gracias a las tropas y las armas que el gobierno de Sarratea le proporcionó desde Buenos Aires, cuyo núcleo eran 220 cívicos, al mando del comandante Lucio Norberto Mansilla. Ramírez reunió 700 hombres de caballería y tres piezas de artillería y esperó la llegada de Artigas en una posición favorable en las afueras de Paraná.
El 24 de junio de 1820 se produjo la batalla de la Bajada del Paraná: Ramírez colocó una línea de infantería y artillería al mando de Mansilla en una posición fija, desde donde podían tirar sin temer el ataque de la caballería de Artigas. A continuación, los jinetes de Artigas fueron llevados por dos veces hasta las filas de la infantería y fueron destruidos. Finalmente, los coroneles López Jordán, Gregorio Piris, Pedro Barrenechea y Juan León Solas atacaron de lleno el campamento de los correntinos, misioneros y orientales, obligándolos a huir.
Tras su derrota, Artigas se situó luego cerca del arroyo Sauce de Luna en espera de la llegada de tropas correntinas y el repligue de algunas de las guarniciones que había dejado, mientras Ramírez enviaba emisarios a toda la provincia para reunir tropas y hostigar a las fuerzas de Artigas.
En junio de 1820, San Antonio del Salto Chico (actual Concordia) sufrió un éxodo total de sus moradores guaraníes, partidarios todos de Artigas, ante la derrota de su líder. Estos se refugiaron en la vecina orilla de la Banda Oriental atraídos por el exjefe artiguista de Mandisoví, Domingo Manduré, quien se había pasado al bando portugués y recibido de Lecor el grado de teniente coronel y comandante de un pueblo de emigrados guaraníes.
Ramírez partió de Paraná con 1.000 jinetes y 300 infantes a las órdenes de Mansilla en dirección al campamento de Artigas en Sauce de Luna, derrotando el 17 de julio en el combate de Sauce de Luna, cerca del río Gualeguay, a las fuerzas correntinas al mando de López "Chico"; y el 22 de julio logró derrotar al misionero Perú Cutí, quien contaba con 300 hombres en el Combate del Rincón de los Yuquerís. Pocos días después batió al misionero Matías Abacú en el combate de Mandisoví. Artigas pasó el río Mocoretá, perseguido por Ramírez.

## Acciones militares en Corrientes
El 25 de julio Francisco Javier Sití, quien fuera lugarteniente de Andrés Guazurary y desde el 5 de marzo de 1820 era el comandante general interino de la provincia de Misiones, se pasó al bando de Ramírez, firmando el 28 de julio el Acuerdo de Mocoretá, donde reconoció a Ramírez la dirección de la provincia de Misiones, incluyendo a Mandisoví, que desde agosto de 1819 tenía un alcalde guaraní dependiente del comandante de Misiones y un comandante militar para los criollos dependiente de Entre Ríos.
Tras recibir la incorporación de Sití, Ramírez volvió a derrotar al correntino López "Chico" en el combate de Mocoretá el 24 de julio, quien protegía con 400 hombres el camino hacia el campamento de Artigas.
El 27 de julio, Ramírez derrotó una vez más a Artigas en la batalla de Las Tunas, en la que hizo un inteligente uso de la artillería al mando del comandante Mansilla. El propio Artigas escapó en ancas de su primogénito Manuel, siendo derrotado al día siguiente en el combate de Osamentas.
Ramírez atacó el propio campamento de Artigas en Ávalos, cerca de Curuzú Cuatiá. Allí, el caudillo oriental estaba al frente aún de 600 hombres, y con apoyo del exgobernador Juan Bautista Méndez, intentó un último combate. Pero fue derrotado completamente el 29 de julio por Ramírez, Piris, Casco y el cacique Sití, que habían sido hombres suyos, en la batalla de Avalos. En Ávalos cayeron prisioneros sus mejores oficiales y su secretario José Benito Monterroso, a quien Ramírez obligó a cumplir idénticas funciones a su servicio. Artigas salió de allí con sólo 12 hombres. También pasaron a poder de Ramírez toda la artillería de Artigas, armas y municiones, 25 carretas y 500 bueyes.
A fines de julio había iniciado su avance por el río Paraná la flotilla que Sarratea le había suministrado a Ramírez, al mando del comandante Manuel Monteverde, que logró evadir un bombardeo frente a Esquina y tomó el puerto de Goya. El 3 de agosto la escuadra se apoderó en el río Corrientes de los lanchones y buques de Pedro Campbell, que se llamaban Carmen, Victoria, Correntina, y Esperanza. El capitán irlandés se vio obligado a retirarse a pie hasta Corrientes, en donde fue detenido y posteriormente deportado al Paraguay.
En sus memorias, Ramón de Cáceres recordaba que:

Era tal el prestigio de este hombre que después de destruido en Avalos y cuando creíamos que ya no podía rehacerse, en su tránsito por Misiones, salían los indios a pedirle la bendición y lo seguían como en procesión con sus familias, abandonando sus casas, sus sementeras y sus animales. Así fue que en ocho días había reunido ochocientos hombres, con que sitiaba Cambay.

Ramírez llegó a la capital misionera (Nuestra Señora de la Asunción del Cambay), que estaba siendo sitiada por Artigas con 800 hombres. Allí se hallaba Sití, con 600 misioneros resistiendo a Artigas — que estaba indignado por el cambio de bando del comandante de Misiones. Las fuerzas de Ramírez, al mando del comandante Piris, llegaron por sorpresa, venciendo en el combate del Cambay el 20 de setiembre de 1820 la resistencia de los dragones comandados por Matías Abucú.
Esta fue la última acción militar de Artigas: derrotado definitivamente, quedó rodeado por Ramírez, los portugueses y los Esteros del Iberá. En permanente huida hacia el norte por el territorio de Misiones, perseguido de cerca por Piris y por Sití, se acercó a la frontera del Paraguay con 150 hombres.

## El exilio de Artigas
Las autoridades portuguesas ofrecieron una amnistía a Artigas, con la condición de ser confinado en Río de Janeiro, pero la rechazó, lo mismo que el ofrecimiento del cónsul estadounidense en Montevideo, quien puso a su disposición los medios para trasladarse a los Estados Unidos.
Mientras sus segundos perseguían a Artigas por todo el territorio misionero, Ramírez ocupó la ciudad de Corrientes el 19 de septiembre de 1820, hizo arrestar a Pedro Campbell y a Mariano Vera, y se hizo nombrar gobernador.
Artigas llegó hasta Candelaria, entonces en poder paraguayo. El 5 de septiembre de 1820 cruzó el río Paraná hacia Itapuá con un centenar de fieles y desde allí envió su espada y una carta al dictador Gaspar Rodríguez de Francia, pidiéndole que se le permitiera ingresar al Paraguay con su gente en calidad de refugiado.
El dictador paraguayo aceptó con la prescripción de que no podían acompañarlo grupos mayores de 25 personas, por lo que Artigas licenció a sus fuerzas. Al dirigirse a Asunción, Artigas llevaba por única compañía la de dos sargentos y un liberto, el Negro Ansina, que lo acompañaría hasta su muerte. Rodríguez de Francia lo tuvo confinado un tiempo en una celda de un convento, y luego lo destinó a San Isidro del Curuguaty.
Culminaba así el duro, prolongado y fulgurante ciclo artiguista.